# 945-й штурмовой авиационный полк
945-й штурмовой авиационный Берлинский полк — авиационная воинская часть ВВС РККА штурмовой авиации в Великой Отечественной войне.

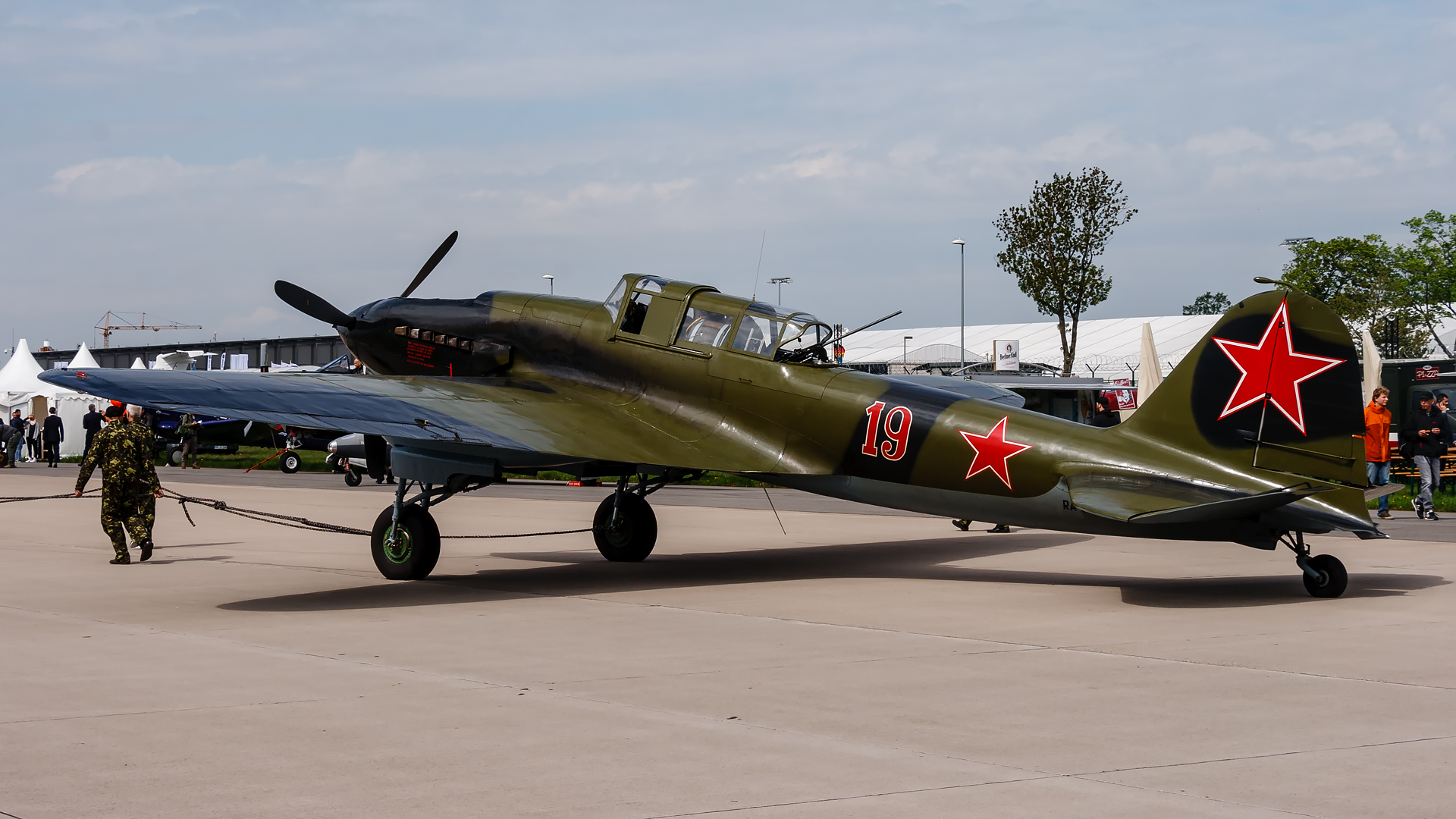
Конструкторы называли разработанный ими штурмовик Ил-2 «летающим танком», пилоты-истребители люфтваффе прозвали его «бетонным самолётом» (нем. Betonflugzeug), солдаты вермахта называли его «чумой» (нем. Schwarzer Tod, дословно: «чёрная смерть»).

## Наименование полка
В различные годы своего существования полк имел наименования:
- 945-й штурмовой авиационный полк[1].
- 945-й штурмовой авиационный Берлинский полк[1].

## История и боевой путь полка
Полк сформирован при 1-й запасной авиационной бригаде в Куйбышеве. После формирования в начале октября 1942 года отправлен на Сталинградский фронт на фронтовой аэродром Ленинск в состав 206-й штурмовой авиадивизии 8-й воздушной армии. Первоначально для ввода в строй полк вошел в подчинение командира 807-го штурмового авиаполка, в составе которого летчики полка делали первые боевые вылеты под руководством опытных летчиков.
Первые боевые вылеты на Сталинградском фронте полк выполнял на перехват воздушных целей — уничтожая бомбардировщики Ju-88, и на штурмовку позиций противника, уничтожения танков и мотопехоты в районах Бузиновки. С 23 октября полк базируется на аэродроме Конституция. 27 октября полк штурмует войска противника на улицах Сталинграда. В декабре полки дивизии настолько были истощены, что задание выполняли, составляя боевые группы от разных полков. В этот период полк содействовал наступления войск по разгрому сталинградской группировки, взаимодействуя с подвижными частями 4-го и 13-го механизированных корпусов. Последний вылет полк сделал 22 декабря 1942 года в составе одного экипажа, остальные экипажи были из соседнего 503-го штурмового авиаполка, после чего полк был выведен в тыл на пополнение.
После переформирования в 5-м запасном авиаполку 1-й запасной авиабригады ВВС Приволжского военного округа полк прибыл на 1-й Белорусский фронт в состав 198-й штурмовой авиационной дивизии. С июля 1944 года полк начал боевые действия в составе 198-й штурмовой авиационной дивизии 6-го штурмового авиационного корпуса 16-й воздушной армии 1-го Белорусского фронта, принимая участие в Ковельско-Люблинской операции, продолжая её до завоевания Варковского плацдарма на западном берегу р. Висла. С 7 октября по 20 ноября 1944 года участвовал в удержании и расширении плацдарма на западном берегу р. Нарев. За период этой операции полк выполнил 350 боевых вылетов и потерял 7 своих самолётов. Только за период боя 5 августа полк уничтожил на плацдарме 14 танков и самоходных орудий. Прикрытие штурмовых действий полка осуществляли летчики 55-го истребительного авиаполка на самолётах Р-39 «Аэрокобра».
С 14 января 1945 года полк участвовал в прорыве сильно укрепленной обороны противника на плацдарме на западном берегу р. Висла в районе Варка, взаимодействуя с 12-м гвардейским танковым корпусом, сопровождал на маршруте его движения, содействовал уничтожению варшавской и лодзинской группировок противника и освобождению городов Варшава, Груиец, Мщонув, Сохачев, Лодзь и других.
В составе действующей армии полк находился с 1 октября по 25 декабря 1942 года, с 7 июля по 8 сентября, с 7 по 27 октября и с 25 ноября 1944 года по 9 мая 1945 года.
После войны полк в составе 198-й штурмовой авиационной Варшавской Краснознамённой дивизии базировался в составе 6-го штурмового Люблинского Краснознаменного авиакорпуса 16-й воздушной армии со 2 июня 1945 года в составе Группы советских оккупационных войск в Германии на аэродромном узле Вернойхен (Вернойхен). Полк базировался на аэродроме Вильмерсдорф. В декабре полк расформирован вместе с дивизией.

## Командиры полка
- капитан Зубанев Николай Иосифович[2], 10.1942 -
- подполковник Качанов Виктор Алексеевич[2][3], 07.1944 — 02.1945
- подполковник Шебеков Игорь Кириллович, 02.1945 -

## В составе соединений и объединений
| Дата          | Фронт (округ)                                   | Армия                            | Корпус                           | Дивизия                             | Примечания |
| ------------- | ----------------------------------------------- | -------------------------------- | -------------------------------- | ----------------------------------- | ---------- |
| 1942 г.       | Приволжский военный округ                       | ВВС Приволжского военного округа | 1-я запасная авиационная бригада |                                     |            |
| 01.10.1942 г. | Сталинградский фронт                            | 8-я воздушная армия              | -                                | 206-я штурмовая авиационная дивизия |            |
| 25.12.1942 г. | Приволжский военный округ                       | ВВС Приволжского военного округа | 1-я запасная авиационная бригада | 5-й запасной авиационный полк       |            |
| 01.01.1944 г. | Резерв Ставки ВГК                               |                                  | 6-й штурмовой авиационный корпус | 198-я штурмовая авиационная дивизия |            |
| 12.02.1944 г. | 2-й Украинский фронт                            | 5-я воздушная армия              | 6-й штурмовой авиационный корпус | 198-я штурмовая авиационная дивизия |            |
| 25.03.1944 г. | Резерв Ставки ВГК                               |                                  | 6-й штурмовой авиационный корпус | 198-я штурмовая авиационная дивизия |            |
| 01.04.1944 г. | Харьковский военный округ                       |                                  | 6-й штурмовой авиационный корпус | 198-я штурмовая авиационная дивизия |            |
| 07.07.1944 г. | 1-й Белорусский фронт                           | 6-я воздушная армия              | 6-й штурмовой авиационный корпус | 198-я штурмовая авиационная дивизия |            |
| 01.08.1944 г. | 1-й Белорусский фронт                           | 16-я воздушная армия             | 6-й штурмовой авиационный корпус | 198-я штурмовая авиационная дивизия |            |
| 08.09.1944 г. | Резерв Ставки ВГК                               | 16-я воздушная армия             | 6-й штурмовой авиационный корпус | 198-я штурмовая авиационная дивизия |            |
| 07.10.1944 г. | 1-й Белорусский фронт                           |                                  | 6-й штурмовой авиационный корпус | 198-я штурмовая авиационная дивизия |            |
| 27.10.1944 г. | Резерв Ставки ВГК                               |                                  | 6-й штурмовой авиационный корпус | 198-я штурмовая авиационная дивизия |            |
| 25.11.1944 г. | 1-й Белорусский фронт                           | 16-я воздушная армия             | 6-й штурмовой авиационный корпус | 198-я штурмовая авиационная дивизия |            |
| 09.05.1945 г. | 1-й Белорусский фронт                           | 16-я воздушная армия             | 6-й штурмовой авиационный корпус | 198-я штурмовая авиационная дивизия |            |
| 10.06.1945 г. | Группа советских оккупационных войск в Германии | 16-я воздушная армия             | 6-й штурмовой авиационный корпус | 198-я штурмовая авиационная дивизия |            |
| 01.12.1945 г. | Группа советских оккупационных войск в Германии | 16-я воздушная армия             | 6-й штурмовой авиационный корпус | 198-я штурмовая авиационная дивизия |            |

## Участие в операциях и битвах

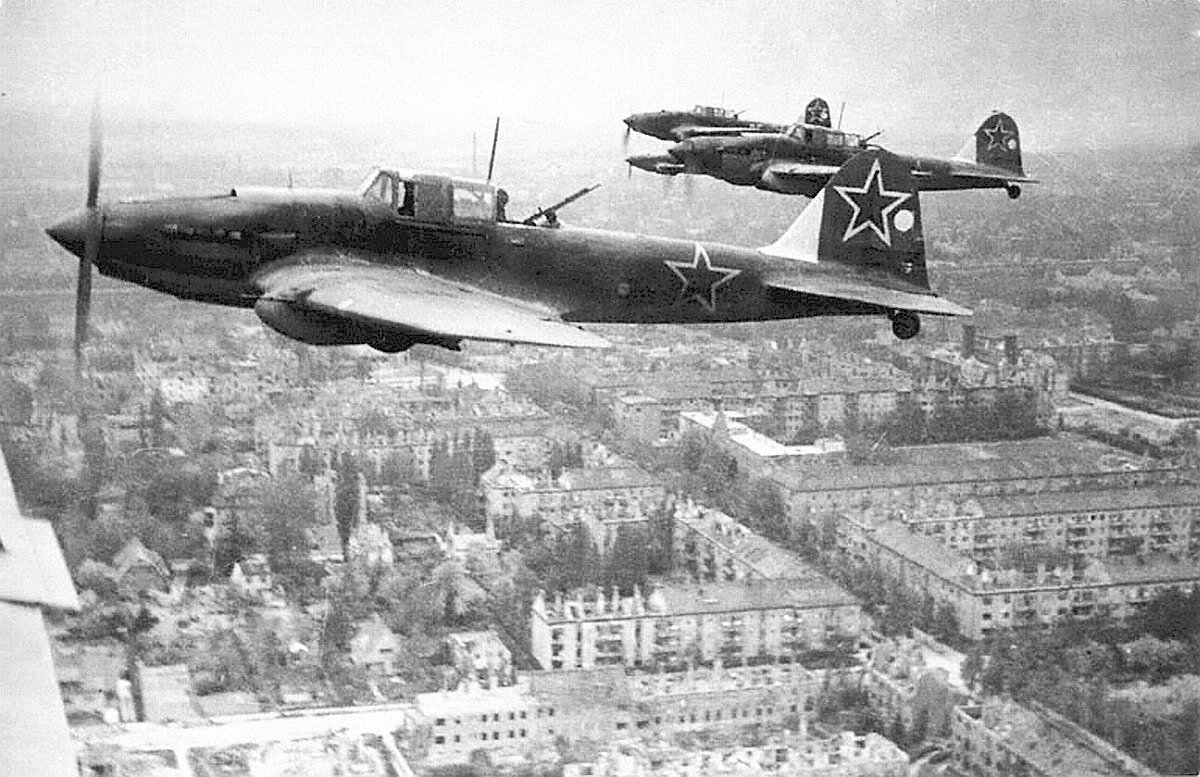
Звено Ил-2м над Берлином в мае 1945 года.

- Белорусская операция «Багратион» с 7 июля 1944 года по 29 августа 1944 года.
  - Минская операция[5] с 29 июня 1944 года по 4 июля 1944 года
  - Люблин-Брестская операция[5] с 18 июля 1944 года по 2 августа 1944 года.
- Висло-Одерская операция с 12 января 1945 года по 3 февраля 1945 года.
  - Варшавско-Познанская операция[5] с 14 января 1945 года по 3 февраля 1945 года.
- Восточно-Померанская операция[5] с 10 февраля 1945 года по 20 марта 1945 года.
- Берлинская операция[5] с 16 апреля 1945 года по 8 мая 1945 года.

## Почётные наименования
- 945-му штурмовому авиационному полку за отличие в боях при разгроме берлинской группы немецких войск овладением столицы Германии городом Берлин — центром немецкого империализма и очагом немецкой агрессии Приказом НКО СССР № 111 от 11 июня 1945 года на основании Приказа ВГК № 359 от 2 мая 1945 года присвоено почётное наименование «Берлинский»[6].

## Благодарности Верховного Главнокомандующего
Воинам полка в составе 198-й штурмовой авиационной Варшавской Краснознамённой дивизии Верховным Главнокомандующим объявлены благодарности:
- За отличие в боях при овладении городом Варшава — важнейшим стратегическим узлом обороны немцев на реке Висла[7].
- За отличие в боях при овладении городами и крупными узлами коммуникаций Сохачев, Скерневице и Лович — важными опорными пунктами обороны немцев[8].
- За отличие в боях при овладении городами Лодзь, Кутно, Томашув (Томашов), Гостынин и Ленчица[9].
- За отличие в боях при овладении городами Бервальде, Темпельбург, Фалькенбург, Драмбург, Вангерин, Лабес, Фрайенвальде, Шифельбайн, Регенвальде и Керлин — важными узлами коммуникаций и сильными опорными пунктами обороны немцев в Померании[10].
- За отличие в боях при овладении городами Бельгард, Трептов, Грайфенберг, Каммин, Гюльцов и Плате — важными узлами коммуникаций и сильными опорными пунктами обороны немцев в Западной Померании.[11].

Воинам полка в составе 6-го штурмового авиационного Люблинского Краснознаменного корпуса Верховным Главнокомандующим объявлены благодарности:
- За отличие в боях при овладении городом и важным опорным пунктом обороны немцев и крупным железнодорожным узлом — городом Ковель[12].
- За отличие в боях при овладении штурмом городом Хелм (Холм) — важным опорным пунктом обороны немцев на люблинском направлении[13].
- За отличие в боях при овладении городом и крупным железнодорожным узлом Люблин — важным опорным пунктом обороны немцев, прикрывающим пути на Варшаву[14].
- За отличие в боях при овладении городами Седлец, Миньск-Мазовецки и Луков — мощными опорными пунктами обороны немцев на подступах к Варшаве[15].
- За отличие в боях при овладении городами Влоцлавек и Бжесць-Куявски — крупными узлами коммуникаций и опорными пунктами обороны немцев на левом берегу Вислы, при форсировании реки Варта и овладении с боем город Коло[16].
- За отличие в боях при овладении городами Хоэнзальца (Иновроцлав), Александров, Аргенау и Лабишин — важными узлами коммуникаций и опорными пунктами обороны немцев на подступах к городу Бромберг (Быдгощ)[17].
- За овладение городом Быдгощ (Бромберг) — важным узлом железных и шоссейных дорог и мощным опорным пунктом обороны немцев у нижнего течения Вислы[18].
- За владение городами Франкфурт-на-Одере, Вандлитц, Ораниенбург, Биркенвердер, Геннигсдорф, Панков, Фридрихсфелъде, Карлсхорст, Кепеник и вступление в столицу Германии город Берлин[19].
- За отличие в боях при разгроме берлинской группы немецких войск овладением столицы Германии городом Берлин — центром немецкого империализма и очагом немецкой агрессии[6].

## Отличившиеся воины
- Зубанев Николай Иосифович, капитан, командир полка, будучи командиром 110-го гвардейского штурмового авиаполкоа Указом Президиума Верховного Совета СССР от 27 июня 1945 года за образцовое выполнение боевых заданий командования по уничтожению живой силы и техники противника и проявленные при этом мужество и героизм удостоен высокого звания Героя Советского Союза с вручением ордена Ленина и медали «Золотая Звезда» за номером 8060.

## Базирование
| Период               | Место базирования      |
| -------------------- | ---------------------- |
| 05.1945 — 31.12.1945 | Вильмерсдорф, Германия |